# Domani smetto (programma televisivo)
Domani smetto è stato un programma televisivo italiano di genere reality, in onda dal 20 al 31 maggio 2013 su Sky Uno alle ore 19:25.
Il programma era presentato da Elena Di Cioccio ed era realizzato al fine di insegnare ai telespettatori come smettere definitivamente di fumare. Veniva raccontata la testimonianza che un ex fumatore passa nel suo percorso di disintossicazione, dagli incontri con il motivatore ai primi giorni traumatici successivi all'ultima sigaretta.
Ogni puntata aveva un protagonista con una sua storia da raccontare. Il fumatore trascorreva delle ore insieme alla conduttrice analizzando la propria giornata, tipo nella quale doveva definire un numero di sigarette irrinunciabili e svelare le debolezze che lo rendevano dipendente. Terminato questo percorso, il protagonista della puntata doveva riuscire a pronunciare le due fatidiche parole Domani smetto.